# 심창민
심창민(沈昌玟, 1993년 2월 1일 ~ )은 현 KBO 리그 LG 트윈스의 투수이다.

## 아마추어 시절
야구를 처음 시작했을 때는 내야수(2루수)였으나 경남고등학교 때 투수로 전향했다. 제65회 청룡기 전국고교야구 선수권대회에서 5경기에 등판해 4승 무패, 평균자책점 0.38을 기록하며 경남고등학교 우승의 1등 공신으로 활약했고, 최우수 선수로 선정됐다.

## 삼성 라이온즈시절
1라운드(전체 4순위) 지명을 받아 입단했지만 입단 첫 해에는 어깨 부상으로 재활군에 머물렀다. 2012년에는 초반 팀의 필승조 불펜 투수들이 부진해 차우찬을 대신해 1군에 등록됐으며 데뷔 첫 등판인 SK 와이번스전 2이닝 4탈삼진, 무실점 퍼펙트로 막았다. 이후 이 해 필승조와 추격조를 번갈아가며 시즌 37경기에 등판해 39.1이닝 2승 2패, 5홀드, 1세이브, 1점대 평균자책점을 기록했다. 2012년 한국시리즈 엔트리에 등록됐고, 포스트 시즌에서 홀드를 기록했다. 2013년 시즌에는 2점대 평균자책점을 기록했다. 2016년 시즌부터 마무리 투수로 보직을 변경했다. 2017년 초반에는 마무리로 활동하다가 2016년에 비해 구위가 떨어지며 블론 세이브가 많아져 중간 계투로 보직이 변경됐고, 장필준이 마무리를 맡았다.

## 상무 야구단시절
2019년에 권정웅, 강한울과 함께 입단하였다.

## 삼성 라이온즈복귀
2020년에 복귀하였다.

## NC 다이노스시절
2021년 12월 13일 당시 삼성 라이온즈 소속이었던 그와 김응민, NC 다이노스 소속이었던 김태군과 1:2 트레이드를 통해 이적하였다.

## 배우자
- '박수현' (2020년 ~ 현재)

## 출신 학교
- 동삼초등학교
- 경남중학교
- 경남고등학교

## 통산 기록
| 연도 | 팀명   | 평균자책점 | 경기 | 완투 | 완봉 | 승 | 패 | 세 | 홀 | 승률  | 타자 | 이닝 | 피안타 | 피홈런 | 볼넷 | 사구 | 탈삼진 | 실점 | 자책점 |
| ---- | ------ | ---------- | ---- | ---- | ---- | -- | -- | -- | -- | ----- | ---- | ---- | ------ | ------ | ---- | ---- | ------ | ---- | ------ |
| 2012 | 삼성   | 1.83       | 37   | 0    | 0    | 2  | 2  | 1  | 5  | 0.500 | 159  | 39.1 | 26     | 0      | 17   | 2    | 41     | 8    | 8      |
| 2013 | 삼성   | 2.68       | 50   | 0    | 0    | 1  | 0  | 2  | 14 | 1.000 | 201  | 50.1 | 35     | 3      | 19   | 4    | 57     | 15   | 15     |
| 2014 | 삼성   | 6.81       | 52   | 0    | 0    | 5  | 2  | 0  | 8  | 0.714 | 188  | 38.1 | 42     | 7      | 26   | 4    | 38     | 33   | 29     |
| 2015 | 삼성   | 4.28       | 61   | 0    | 0    | 6  | 3  | 0  | 9  | 0.667 | 280  | 67.1 | 54     | 7      | 24   | 5    | 91     | 32   | 32     |
| 2016 | 삼성   | 2.97       | 62   | 0    | 0    | 2  | 6  | 25 | 4  | 0.250 | 303  | 72.2 | 59     | 6      | 26   | 4    | 76     | 29   | 24     |
| 2017 | 삼성   | 4.18       | 66   | 0    | 0    | 4  | 7  | 6  | 16 | 0.364 | 333  | 75.1 | 55     | 12     | 44   | 7    | 103    | 36   | 35     |
| 2018 | 삼성   | 4.07       | 59   | 0    | 0    | 5  | 2  | 17 | 5  | 0.714 | 284  | 66.1 | 57     | 12     | 22   | 9    | 68     | 32   | 30     |
| 2020 | 삼성   | 7.52       | 23   | 0    | 0    | 2  | 2  | 0  | 3  | 0.500 | 98   | 20.1 | 18     | 3      | 18   | 2    | 21     | 20   | 17     |
| 2021 | 삼성   | 5.08       | 59   | 0    | 0    | 3  | 2  | 0  | 16 | 0.600 | 238  | 51.3 | 47     | 8      | 32   | 6    | 58     | 32   | 29     |
| 2022 | NC     | 14.21      | 11   | 0    | 0    | 1  | 2  | 0  | 0  | 0.333 | 37   | 6⅓   | 9      | 0      | 7    | 3    | 6      | 10   | 10     |
| 2023 | NC     | 2.70       | 5    | 0    | 0    | 0  | 1  | 0  | 0  | 0.000 | 18   | 3⅓   | 2      | 0      | 5    | 1    | 5      | 2    | 1      |
| 통산 | 11시즌 | 4.22       | 485  | 0    | 0    | 31 | 27 | 51 | 80 | 0.536 | 2139 | 491  | 404    | 58     | 240  | 47   | 553    | 249  | 230    |